# 香住一之真
香住 一之真（かすみ いちのしん）は、日本の官能小説家。株式会社フランス書院が2014年に主催した第13回フランス書院文庫官能大賞において特別賞を受賞しデビュー。

## 人物
官能小説家としてのデビューは、2015年1月の『美熟女瞳殺 「いっそ、奥まで」』である。同作品は第13回フランス書院文庫官能大賞において特別賞に選定された『美熟女瞳殺 「いっそ、奥まで」』が改稿されたものである。

## 著書
- 美熟女瞳殺 「いっそ、奥まで」（2015年1月、フランス書院）